# Любо Бенчич
Любомир (Любо) Бенчич (хорв. Ljubo Benčić, нар. 2 січня 1905, Старий Град  — пом. 24 лютого 1992, Загреб) — югославський футболіст, що грав на позиції нападника. Відомий виступами за клуб «Хайдук», а також національну збірну Югославії. Дворазовий чемпіон Югославії.

## Клубна кар'єра
Дебютував у офіційному матчі в складі «Хайдука» 23 жовтня 1921 року у матчі чемпіонату Спліта проти «Бораца» (3:1), у цій же грі відзначився першим забитим голом. Виступав у команді до 1935 року. Був одним з провідних гравців клубу разом з такими футболістами, як Мирослав Дешкович, Янко Родін, Отмар Гаццарі, Миховил Боровчич Курир, Вінко Радич, Мірко Боначич, Антун Боначич, Шиме Подує, Велько Подує, Лео Лемешич, що протягом багатьох років складали стабільний кістяк команди. Також Бенчич був одним з головних бомбардирів тієї команди.
Навчаючись у Загребі, Бенчич іноді виступав у команді «Граджянскі» (Загреб). Переважно це були товариські матчі, але двічі у 1926 році Любо виступав і в офіційних іграх. У Кубку Загреба Бенчич спочатку забив три м'ячі у півфіналі проти «Желєзнічару» (4:2), а також відзначився двома голами у програному фіналі проти ХАШКа (3:4).
У складі «Хайдука» Бенчич — багаторазовий чемпіон футбольної асоціації Спліта. В 1927 році команда здобула титул чемпіона Югославії, хоча сам Любо у матчах фінального турніру жодного разу не зіграв, проте у чемпіонаті Спліта, що був відбором до національної першості, відзначився шістьма забитими м'ячами. У листопаді 1927 року Бенчич забив 10 м'ячів в матчі чемпіонату Спліта проти команди ХАШК (Спліт), що завершився з рахунком 24:0.
Ще одну перемогу у чемпіонаті «Хайдук» здобув у скандальній першості 1929 року. За підсумками сезону переможцем став БСК, що набрав таку ж кількість очок, що і «Хайдук», але випереджав команду зі Спліта за додатковими показниками. Проте федерація футболу Югославії визнала два матчі БСК недійсними через участь недозволеного гравця. У підсумку представники столичного клубу переграли лише один з цих матчів (якраз проти «Хайдука» і вдруге перемогли з рахунком 2:1 замість 3:1 на початку сезону), а у другому поєдинку команді зарахували технічну поразку. Таким чином «Хайдук» виявився попереду БСК на два очка. Бенчич зіграв у всіх десяти (з врахуванням двох матчів кваліфікації) матчах того чемпіонату і заюив 12 голів. 10 з них у фінальному турнірі, завдяки чому Бенчич вдруге поспіль став найкращим бомбардиром першості. Також футболіст тричі був срібним призером чемпіонату Югославії в 1924, 1928, 1933 роках.
Загалом у складі «Хайдука» зіграв у 1921—1935 роках 353 матчі і забив 355 м'ячів. Серед них 70 матчів і 42 голи у чемпіонаті Югославії, 32 матчі і 56 голів у чемпіонаті Спліта (найкращий бомбардир в історії змагань). За кількістю забитих м'ячів Бенчич посідає третє місце серед найкращих бомбардирів «Хайдука» в історії.

## Виступи за збірну
1924 року дебютував в офіційних матчах у складі національної збірної Югославії у грі проти Чехословаччини (0:2). Це був унікальний матч, у якому за збірну зіграли 10 гравців «Хайдука», лише воротар Драгутин Фридрих представляв загребський ХАШК (провідним воротарем «Хайдука» у той час був італієць Отмар Гаццарі). Загалом зіграв за збірну лише 5 матчів і забив 2 голи. У ті часи югославська збірна проводила порівняно невелику кількість матчів, а до її складу частіше викликали представників Загреба і Белграда, ніж гравців з провінцій. Був у складі збірної на Олімпійських іграх 1928 року, але на поле не виходив.
Виступав у складі збірної Спліта. Зокрема, у 1924 і 1925 роках у складі збірної міста (до якої, щоправда, входили лише представники «Хайдука») ставав срібним призером Кубка короля Олександра, турніру для збірних найбільших міст Югославії.

## Тренерська кар'єра
Двічі очолював тренерський штаб рідного «Хайдука» у 1939—1941 і 1945—1948 роках. Також працював у хорватських клубах «Міліціонер» і «Рієка». Пізніше працював в Італії в командах «Болонья»
і «Пескара». Повернувшись на батьківщину, тренував «Трешневку» (Загреб) і «Задар».
| Дата       | Місто   | Господарі      | Результат | Гості          | Турнір           | Голи | Примітки        |
| ---------- | ------- | -------------- | --------- | -------------- | ---------------- | ---- | --------------- |
| 28.09.1924 | Загреб  | Югославія      | 0 – 2     | Чехословаччина | товариський матч | -    |                 |
| 28.10.1925 | Прага   | Чехословаччина | 7 – 0     | Югославія      | товариський матч | -    |                 |
| 04.11.1925 | Падуя   | Італія         | 2 – 1     | Югославія      | товариський матч | 1    | Капітан команди |
| 13.06.1926 | Коломбо | Франція        | 4 – 1     | Югославія      | товариський матч | -    |                 |
| 28.10.1927 | Прага   | Чехословаччина | 5 – 3     | Югославія      | товариський матч | 1    |                 |
| Усього     |         | Матчів         | 5         |                | Голів            | 2    |                 |

## Трофеї і досягнення
- Чемпіон Югославії: 1927 (у фінальному турнірі не грав) і 1929;
- Срібний призер чемпіонату Югославії: 1924, 1928, 1932–1933;
- Найкращий бомбардир чемпіонату Югославії: 1928 (7 м'ячів) і 1929 (10 м'ячів)[4];
- Чемпіон футбольної асоціації Спліта[5]: 1921-22, 1922-23, 1923-24, 1924-25, 1926 (в), 1926 (о), 1927 (в), 1927 (о), 1928 (в), 1928 (в), 1930 (в), 1930 (о), 1932;
- Срібний призер Кубка короля Олександра: 1924, 1925